# Hello Kitty

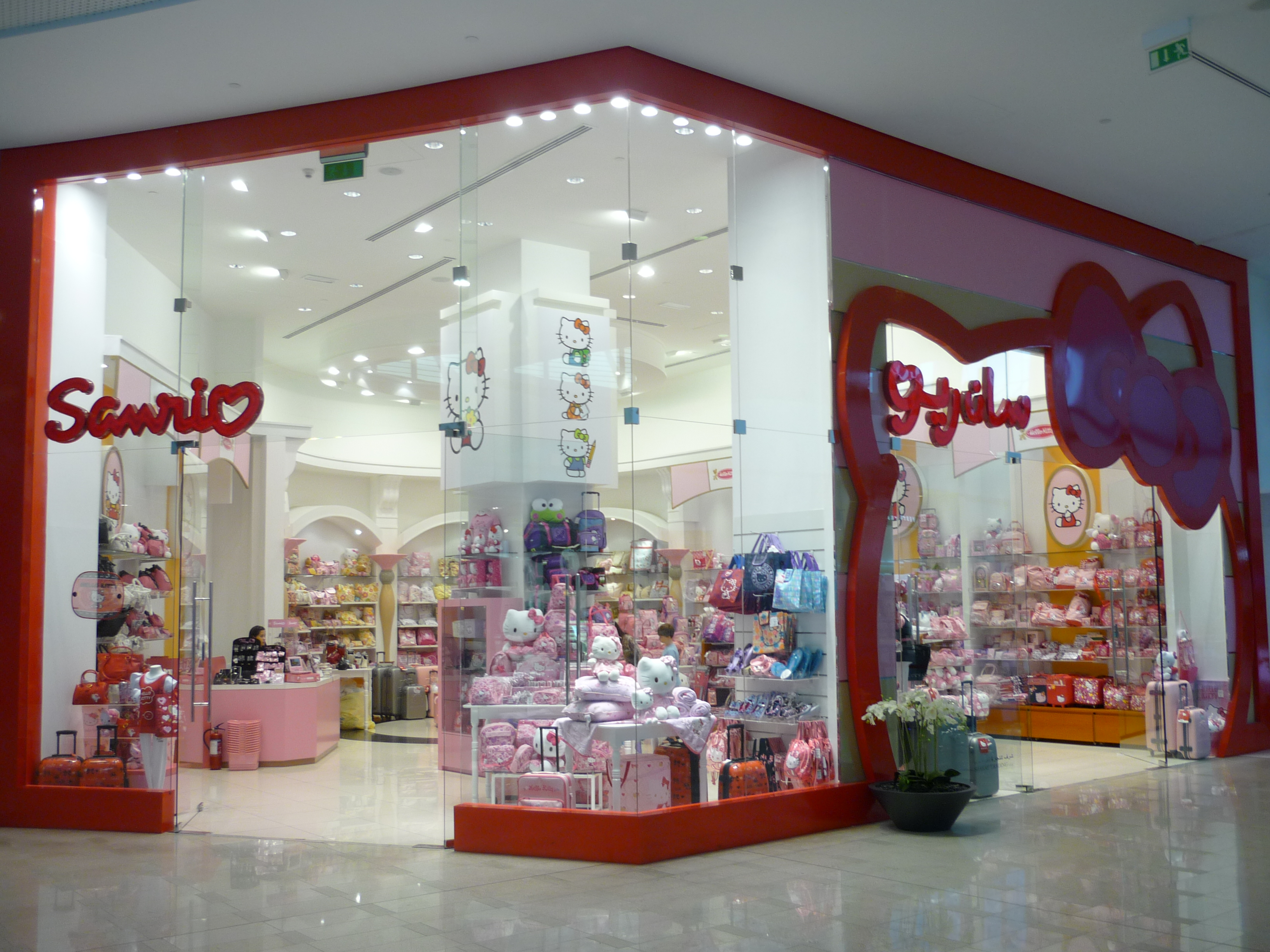
Hauptsächlich auf Hello-Kitty-Produkte ausgerichteter Laden von Sanrio

Hello Kitty (jap. ハローキティ, Harō Kiti, voller Name: Kitty White) ist eine fiktive Figur der japanischen Firma Sanrio in Katzengestalt. Auf Deutsch bedeutet der englischsprachige Ausdruck Hello Kitty „Hallo Kätzchen“. 
Die Figur Hello Kitty ist die stilisierte Darstellung einer kleinen weißen Katze mit menschlichen Eigenschaften, von der häufig nur der Kopf abgebildet ist. Sie trägt verschiedene farbige Schleifen, Blumen oder Ähnliches am linken Ohr und hat keinen Mund. Die unter Lizenz vertriebenen zahlreichen Produkte der als Markenzeichen geschützten Figur sind exemplarisch für die japanische Kawaii-Kultur.
Die Gestaltung der 1974 entworfenen Figur orientierte sich an der als Glücksbringer geltenden japanischen Stummelschwanzkatze.

## Charaktere

### Hello Kitty
Gemäß offizieller Charakterbeschreibung ist Hello Kitty an einem 1. November in einem Vorort von London zur Welt gekommen, ihr echter Name lautet Kitty White. Ihre Größe beträgt fünf Goldäpfel und ihr Gewicht drei Goldäpfel. Sie kann leckere Kekse backen und hat ein Herz aus Gold. Am liebsten mag sie selbstgemachten Apfelkuchen. Kitty sammelt gern kleine und niedliche Dinge und ihre Lieblingsfächer in der Schule sind Englisch, Musik und Kunst.
Kitty lebt mit ihren Eltern Mary und George und ihrer Zwillingsschwester Mimmy in London.

### Weitere Figuren
Charmmy Kitty
Charmmy Kitty (チャーミーキティ, Chāmī Kiti) ist Hello Kittys Perserkatze, die Hello Kitty von ihrem Vater George und ihrem Freund Daniel zu ihrem Geburtstag bekommen hat. Weil sich niemand sicher ist, wann Charmmys Geburtstag ist, entschieden sich Kitty und ihr Vater, ihn auf den Tag vor Kittys Geburtstag zu legen, den 31. Oktober.
Charmmy Kitty ist eine weiße Perserkatze und gab ihr Debüt im Jahre 2004. Sie ist wohlerzogen und still. Sie tut, was man ihr sagt, ist aber manchmal auch etwas zu vornehm. Charmmy liebt Kittys Habseligkeiten, vor allem die glitzernden Stücke. Kitty schenkte ihr das rosafarbene Band, das Charmmy an ihrem linken Ohr trägt. Ihr Erkennungszeichen ist eine Halskette mit dem Schlüssel zu Kittys Schmuckkästchen. Es scheint, dass sie eine kleine Schwester mit dem Namen Honey (ハニー, Hanī) hat.
Honey ist rosafarben, trägt zwei Schleifen an den Öhrchen und ihr Erkennungszeichen ist ein rosafarbenes Herz, das sie an ihrer rechten Pfote hat. Honey ist ein wenig kleiner als Charmmy, und ihr Fell scheint ein wenig ungekämmter als das ihrer großen Schwester zu sein.
Sugar
Sugar (シュガー, Shugā) ist ein weiterer Charakter aus der Hello-Kitty-Reihe. Er tauchte zum ersten Mal 2004 zusammen mit Charmmy Kitty auf.
Sugar ist Hello Kittys Dsungarischer Zwerghamster, den Hello Kitty von ihrem Vater George und ihrem Freund Daniel ebenfalls zu ihrem 30. Geburtstag bekommen hat. Er ist der Spielkamerad von Charmmy Kitty. Sugar ist ein Hamster, der seinen Namen deswegen bekam, weil sein Fell weiß wie Zucker ist. Sein Geburtstag ist der 1. Mai.
Er ist immer in Begleitung von Charmmy Kitty anzutreffen. Sugar hat vier Hamsterfreunde. Die erste Freundin ist ein weißes Hamstermädchen namens Tiramisu (ティラミス, Tiramisu). Sie trägt eine rosafarbene Schleife auf dem Kopf. Der zweite Freund ist ein karamellfarbener Hamsterjunge. Er hat zwei hellere Flecken über den Augen. Der dritte Freund ist ein vanillefarbener Hamsterjunge. Er trägt eine schwarze Sonnenbrille auf dem Kopf. Die vierte Freundin ist ein schwarzes Hamstermädchen. Sie trägt eine rosafarbene Blume an ihrem linken Ohr.

## Geschichte
Im Jahr 1962 begann Shintaro Tsuji, Gründer des Unternehmens Yamanashi Silk Center (ab 1973: Sanrio), mit dem Verkauf von Sandalen, auf die eine kleine Blume gemalt war. Er stellte fest, dass die verzierten Sandalen sich besser verkauften als die unverzierten, und dehnte das Geschäft auf Pantoffeln, Brieftaschen und andere Produkte aus, diesmal mit Erdbeermustern. Nach Misserfolgen mit Kirschmustern und auf der Suche nach originelleren Ideen ließ er bekannte Künstler wie Ado Mizumori und Takashi Yanase Figuren entwerfen, mit denen er dann Kaffeetassen, Teller und anderes Geschirr verzierte. Außerdem sicherte sich Tsuji die nötigen Rechte, Barbiepuppen, Grußkarten von Hallmark und, als eines von drei Unternehmen in Japan, Produkte mit Snoopy vertreiben zu können. Unzufrieden mit der Situation, von anderen Firmen Lizenzen erwerben zu müssen bzw. Gebühren an Künstler zahlen zu müssen, baute er für sein Unternehmen eine eigene Designabteilung auf.
Recherchen ergaben, dass in Japan Hunde, Katzen und Bären die populärsten Tiere sind. Weil mit dem Hund Snoopy und dem Bären Winnie Puuh bereits populäre Charaktere existierten und weil Sanrio ebenfalls schon einen Bären und einen Hund in seinem Angebot hatte, gab Firmenchef Tsuji seinen Designern den Auftrag, eine Katzenfigur zu entwerfen.

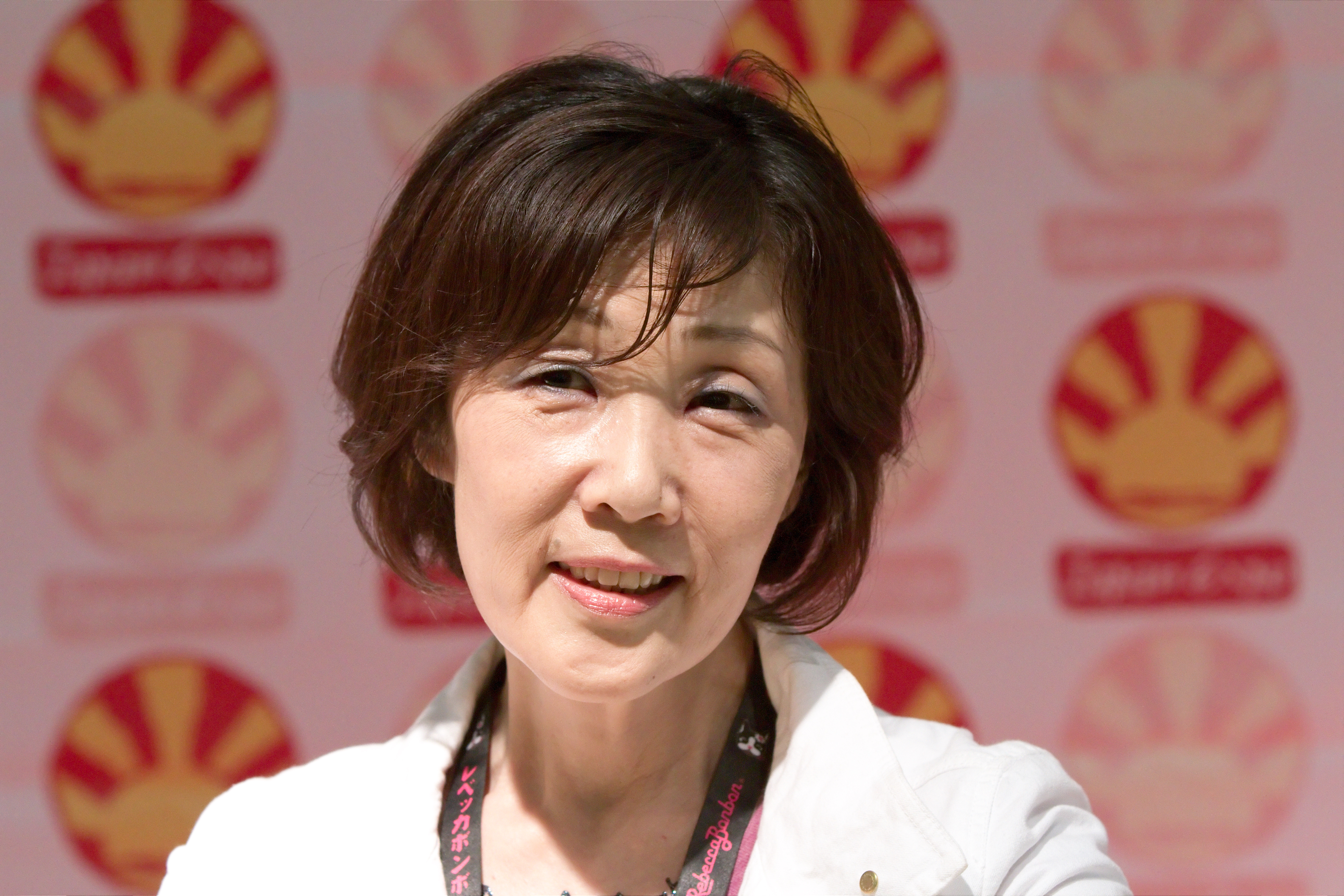
Yūko Shimizu (2010)

Hello Kitty wurde 1974 von Yūko Shimizu entworfen und der Sammlung von Sanrios Charakteren hinzugefügt. Shimizu, ein großer Fan von den Katzen in Alice hinter den Spiegeln und Alice im Wunderland von Lewis Carroll, experimentierte mit ihren Entwürfen, drehte die Katze zunächst auf die Seite, um ihr Profil zu zeigen, dann wieder in die Frontalansicht. Nach einiger Zeit des Experimentierens war Hello Kitty fertig: ein weißer Kopf doppelt so groß wie der Körper, kein Mund, gelbe Nase, sechs Schnurrhaare, zwei Pünktchen als Augen, die den Betrachter frontal anstarren, dazu ein blauer Overall und ein leicht schief sitzendes rotes Schleifchen auf dem Kopf. Als Begründung für den fehlenden Mund gibt Shimizu heute an, dass sich so jede Emotion des Betrachters auf Hello Kitty projizieren lasse. Tsuji fand den Entwurf „ganz gut“, hätte sich aber nie träumen lassen, dass diese Katze einst Sanrios wichtigste Figur werden würde.
Ihre erste Verwendung erhielt sie 1975 auf einer kleinen Geldbörse, die für 240 Yen verkauft wurde. Auf der Geldbörse sitzt Kitty zwischen einer Milchflasche und einem Goldfischglas, darüber steht in roter Schrift „Hello!“. Der Artikel verkaufte sich gut, und Sanrio brachte schnell weitere Produkte mit Hello Kitty auf den Markt, darunter Schreibwaren, Spielzeug und Uhren. Der Absatz verdoppelte sich 1975 und erneut 1976, als Sanrio erstmals Lizenzen verkaufte. Erstes unter Lizenz von Sanrio hergestelltes Hello-Kitty-Produkt war ein von Nishikawa Sangyo gefertigter Kinder-Futon.
Während dieser Zeit des rasanten Wachstums verließ Shimizu das Unternehmen und Setsuko Yonekubo übernahm den Job als Betreuerin der Marke Hello Kitty. Sie gab dem Kätzchen seine erste stehende Pose und setzte es unter anderem ins Cockpit eines kleinen Propellerflugzeugs und auf den Rücken eines Delfins. Ende 1979 verließ sie die Firma.
Die Begeisterung für Hello Kitty war etwas abgeflaut und Firmenchef Tsuji beauftragte daher mehrere seiner Designer damit, neue Ideen zu entwickeln. Die 1980 Chefdesignerin gewordene Yuko Yamaguchi setzte Kitty an einen blauen Flügel, auf dem sich ein mit roten Rosen gefüllter rosa Teekrug befindet. Um sie herum stehen Papa und Mama White sowie ihre Zwillingsschwester Mimmy und über der ganzen Szenerie schweben ein paar Sechzehntelnoten. Auf Produkten wurde dieser Entwurf nie verwendet, doch Yamaguchi, erst seit etwa anderthalb Jahren bei Sanrio, bekam den Job als Chefbetreuerin der Marke angeboten, den sie seit Januar 1980 ununterbrochen innehat. Zunächst war sie skeptisch, ob sie mittel- und langfristig Freude daran haben könnte, eine bereits fertige und etablierte Figur zu betreuen, doch im Gegensatz zu amerikanischen Firmen, welche die Form, Größe und andere Merkmale ihrer Charaktere oft streng reglementieren, hatte sie bei Sanrio mehr Freiheiten, natürlich in gewissen Grenzen, mit den Entwürfen zu experimentieren. Beispielsweise zeichnete sie, um nicht nur bei kleinen Mädchen, sondern auch bei älteren Teenagern zu punkten, Ende der Achtziger eine weiße Silhouette von Kitty auf einen schwarzen Hintergrund. Dem Firmenchef Tsuji war dieser Entwurf allerdings nicht niedlich genug.
Ihren zweiten großen Boom erlebte die Marke Mitte der 1990er, als Japan sich allmählich von der Rezession erholte und Mütter, die mit Hello Kitty aufgewachsen waren, entsprechende Produkte vermehrt für ihre eigenen Kinder kauften. Außerdem wurde das Produktsortiment in dieser Retrowelle auf ältere Teenager und Erwachsene ausgedehnt. Den großen Durchbruch in diesem Aufschwung feierte Hello Kitty 1997, als sich Popdiva Tomomi Kahara in der bekannten Fernsehshow Utaban als großer Hello-Kitty-Fan outete. Innerhalb weniger Tage verdoppelten sich in den Sanrio-Läden daraufhin die Verkäufe. Einigen Marktbeobachtern zufolge ist das Comeback zu großen Teilen auch der Chefdesignerin Yamaguchi zu verdanken, die dem Kätzchen einen rosa Hintergrund gab und das Schleifchen durch eine fünfblättrige Blume ersetzte. Außerdem erhielt es auf manchen Sommerprodukten eine sommerliche Bräunung.

## Produkte

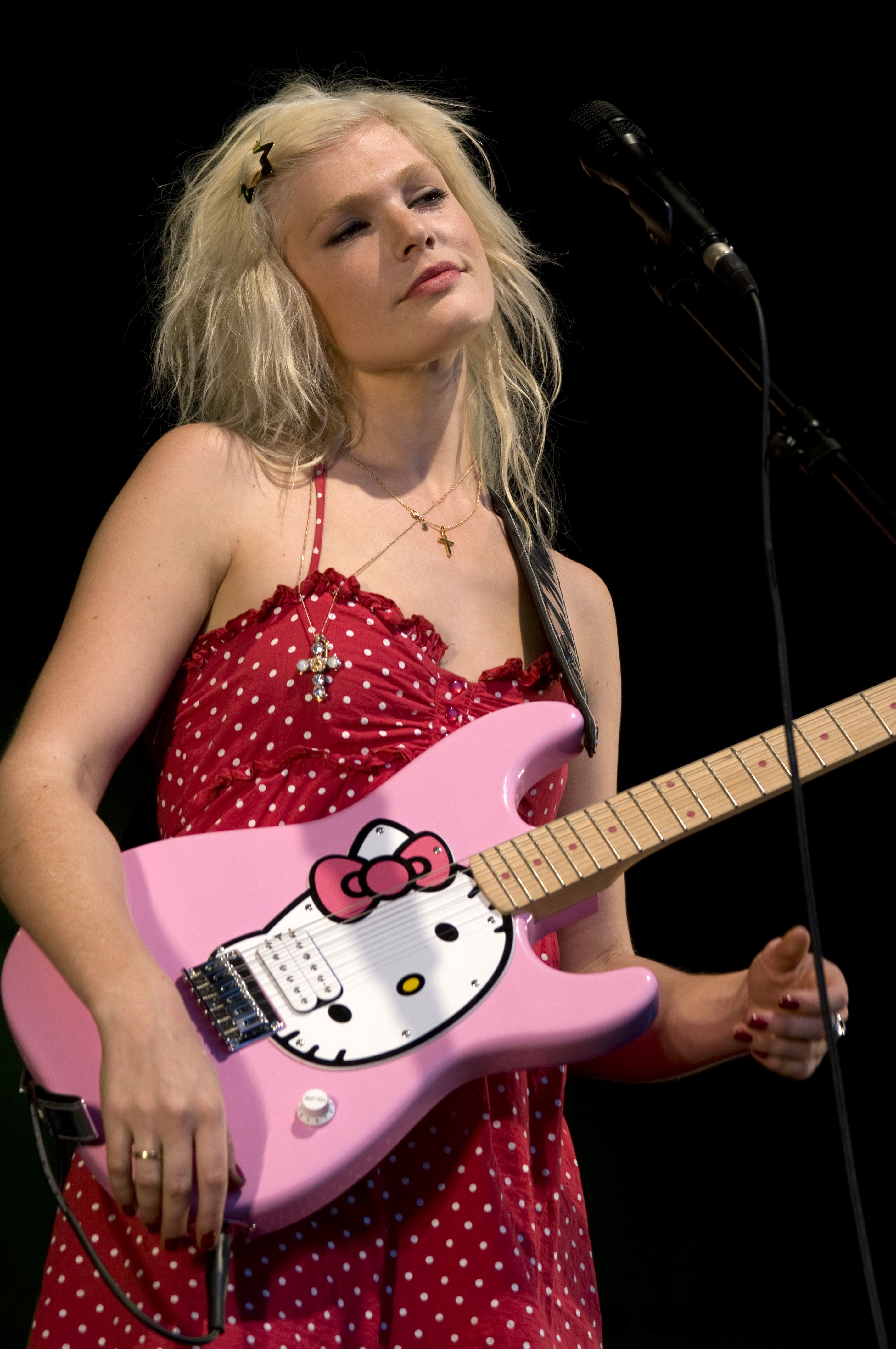
Micky Green mit einer Hello-Kitty-Gitarre

Für Massenartikel nimmt Sanrio 3 % Lizenzgebühren, bei eher speziellen Artikeln 8 % und mehr. Mehr als die Hälfte von Sanrios Jahresumsatz in Höhe von einer Milliarde US-Dollar stammt aus dem Verkauf von Hello-Kitty-Produkten. Es gibt mehr als 50.000 Produkte in über 60 Ländern. Die deutsche Niederlassung befindet sich in Wentorf bei Hamburg.
Ursprünglich waren junge Mädchen die Zielgruppe der Hello-Kitty-Produkte; mittlerweile gibt es Produkte für Kunden jeden Alters. Die Produktpalette reicht von Aufklebern, Puppen, Süßigkeiten, Spielzeug, Kleidungsstücken und Schreibwaren bis hin zu Toastern, Staubsaugern, Gitarren, Parfüm, Schmuck, Kreditkarten, Fernsehern, Mobiltelefonen, Computerzubehör und Autos. Hello Kitty ist zu einer Marke für so genannte „Kidults“ geworden, also Erwachsene, die kindliche Verhaltensweisen und Vorlieben bewusst beibehalten.
Der Aufstieg der Marke Hello Kitty wurde auch durch die Zusammenarbeit mit Premiummarken wie Balenciaga, Adidas, Casio, Crocs, Converse und Soulland beeinflusst. 2024, im 50. Jahr nach der Gründung, ging Hello Kitty erstmals eine Kooperation mit einer Marke für Katzenzubehör ein: mit dem Münchner Unternehmen LucyBalu.
Es gibt mehrere Hello-Kitty-Fernsehserien, die älteste mit dem Titel Hello Kitty’s Furry Tale Theater von 1987, und zahlreiche Computer-, Konsolen- und Handyspiele.
Sanrio betreibt in Japan zwei Erlebnisparks, die hauptsächlich Hello Kitty gewidmet sind, Sanrio Puroland in der Präfektur Tokio und Harmonyland in der Präfektur Ōita. Ein dritter Themenpark wurde im Juli 2015 in Anji in der chinesischen Provinz Zhejiang eröffnet. In Yuanlin (Taiwan) gibt es eine mit Hello Kitty ausgestaltete Geburtsklinik.

## Sonstiges

### McDonald’s Singapur
Anfang 2000 wurden in den McDonald’s-Filialen in Singapur Hello-Kitty-Puppen verkauft. Dies löste einen derartigen Ansturm aus, dass es zu Randalen kam, bei denen mehrere Menschen verletzt wurden. Sogar Regierung und Parlament beschäftigten sich mit den Vorfällen. McDonald’s entschloss sich schließlich, sich in großformatigen Zeitungsanzeigen öffentlich zu entschuldigen und die Puppen nicht mehr direkt in den Filialen zu verkaufen, sondern Gutscheine auszugeben, die ab Juli 2000 eingelöst werden konnten.

### Hello-Kitty-„Vibrator“
1997 brachte Genyo, einer der zahlreichen Lizenznehmer von Sanrios Hello Kitty, ein „vibrierendes Schultermassagegerät“ auf den Markt. Das Gerät war von Sanrio offiziell lizenziert und freigegeben worden.
Es handelte sich um einen rosafarbenen Stab, auf dem das Hello-Kitty-Gesicht prangte. Am oberen Ende befand sich eine sitzende Hello-Kitty-Figur mit Teddybär, am unteren Ende ein Drehregler. Der Vertrieb erfolgte über Spielwarengeschäfte und Familienrestaurants.
Etwa 1999 wurden zunehmend Videos veröffentlicht, die den Gebrauch des Vibrators als Sexspielzeug zeigten. Rasch verbreitete sich der Hello-Kitty-Vibrator auch in kommerziellen japanischen Sexvideos. Schließlich wurde er als „Kultspielzeug“ für Erwachsene auch über Verkaufsautomaten in Liebeshotels vermarktet.
Auch Sanrio wurde bald aufmerksam auf diese Entwicklung, konnte jedoch wenig dagegen machen. Das Gerät war von Sanrio selbst freigegeben worden und damit ein offizielles Hello-Kitty-Produkt. Zudem hielt man bei Genyo hartnäckig an der teuren Lizenz fest.
Der Vibrator verschwand erst vom Markt, als Genyo in eine Finanzaffäre verwickelt wurde. Sowohl der Präsident von Genyo als auch der Vizepräsident und der Leiter der Fabrik in China, die die Vibratoren herstellte, kamen wegen Steuerhinterziehung ins Gefängnis. Bei Sanrio nahm man dies zum Anlass, die Lizenz zurückzuziehen und die Formen für die Herstellung beschlagnahmen und vernichten zu lassen.

### Hello Kitty bei der thailändischen Polizei
Im Jahr 2007 mussten thailändische Polizisten, die sich kleinere Ordnungsvergehen (wie etwa Zuspätkommen und andere) zuschulden kommen ließen, jeweils einige Tage lang eine rosa Hello-Kitty-Armbinde tragen, was den Charakter einer Disziplinarmaßnahme besaß.

### Hello Kitty bei EVA Air

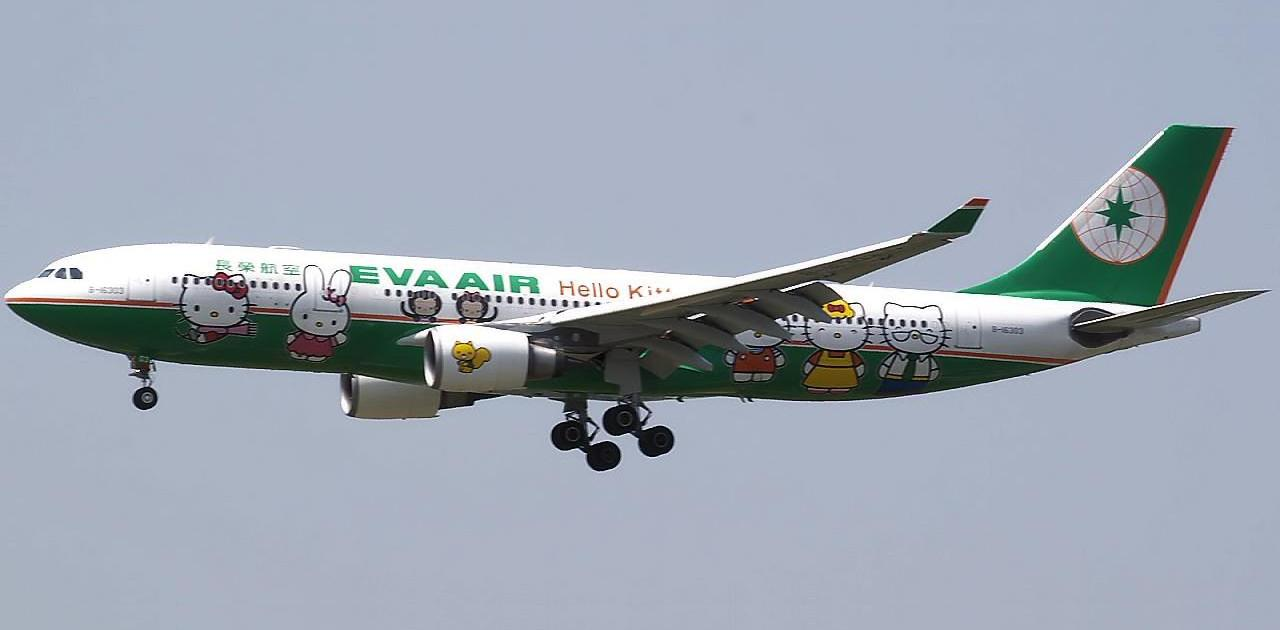
EVA-Air-Flugzeug mit Hello Kitty

Von 2005 bis 2009 flog ein Airbus A330-200 der taiwanischen EVA Air als Hello Kitty Jet. Dabei war das Flugzeug außen mit Hello Kitty Motiven bemalt. Die Flugkarten und Gepäckanhänger sowie verschiedene Werbematerialien waren in passendem Design gehalten. Das Flugzeug verkehrte hauptsächlich zwischen Taiwan und China. 2012 wurde die Idee wieder aufgenommen und drei neue A330-300 in drei verschiedenen Hello Kitty Themen gestaltet: Hello Kitty – With Magic Stars (interne Bezeichnung Magic Jet), Hello Kitty – Loves Apples (Apple Jet) und Hello Kitty – Around the World (Global Jet). Dafür wurden über 100 Gegenstände im Hello Kitty Design gestaltet, ein Teil davon spezifisch für jedes Flugzeug. Die Flugbegleiter tragen an das jeweilige Flugzeug-Thema angepasste Uniformen. Auf dem Speiseplan stehen passende Nachspeisen oder auch ganze Menüs.
Um der Nachfrage zu entsprechen, wurden 2012 zwei A330-200 bei anstehenden Überholungen ebenfalls entsprechend umgestaltet: Hello Kitty – Happy Music (Music Jet) und Hello Kitty – Speed Puff (Speed Jet). 2013 wurde eine 777-300ER als Hello Kitty – Sanrio Family Hand in Hand (Family Jet) umgerüstet. Hier werden auch andere Figuren von Sanrio mit einbezogen.

## Rezeption in der Kunst
Hello Kitty fand Eingang in die Moderne Kunst. So stellte der zeitgenössische Künstler Tom Sachs wiederholt die „Merchandising-Ikone“ Hello Kitty mit ihrer „fast buddhistischen Nichtheit“ figural in verschiedenen Kontexten dar.
1994 provozierte er in New York mit einer Krippendarstellung mit Hello Kitty als Jungfrau Maria. 2008 platzierte er eine weiß lackierte, drei Meter große Hello-Kitty-Bronzeskulptur vor dem Eiffelturm. Diese befindet sich heute in der Galerie Thaddaeus Ropac in Paris. In dem gruseligen Mysteryfilm Dark Water – Dunkle Wasser des Regisseurs Walter Salles von 2005 stellt ein rosafarbener Hello-Kitty-Rucksack einen zentralen Gegenstand der Handlung dar.